# Metropolitana di Charkiv

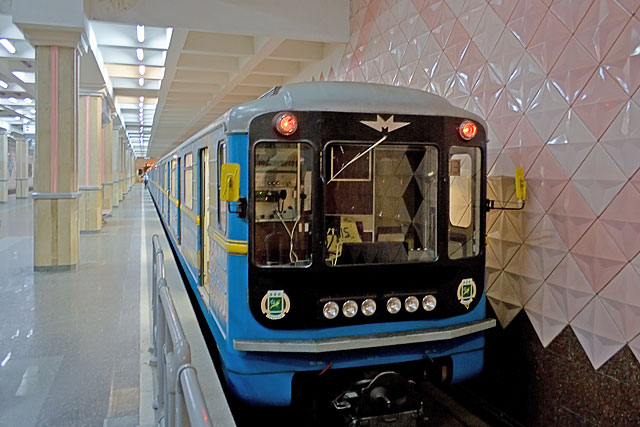
Treno (modello 81-718.2) alla stazione 23 Serpnia della metropolitana

La metropolitana di Charkiv (in ucraino Харківське метро?; in russo Харьковское метро?) è il sistema di metropolitana che serve la città di Charkiv, la seconda città dell'Ucraina. Inaugurata nel 1975, la rete di Charkiv fu la seconda ad aprire in Ucraina (dopo la metropolitana di Kiev), e la quinta dell'Unione Sovietica.

## Linee e stazioni
| Linea  | Linea                     | Apertura | Lunghezza | N° stazioni |
| ------ | ------------------------- | -------- | --------- | ----------- |
| 1      | Cholodnohirs'ko-Zavods'ka | 1975     | 17 km     | 13          |
| 2      | Saltivs'ka                | 1984     | 10 km     | 8           |
| 3      | Oleksiïvs'ka              | 1995     | 11,1 km   | 9           |
| Totale | Totale                    | Totale   | 38,1 ;km  | 30          |

(I colori nella tabella corrispondono ai colori delle linee nella cartina ufficiale.)

## Storia
I progetti iniziali per il sistema di trasporto rapido ad Charkiv furono effettuati quando la città era capitale della RSS Ucraina. Tuttavia, dopo lo spostamento della capitale a Kiev nel 1934 e la pesante distruzione subita dalla città durante la seconda guerra mondiale, i progetti per la rete subirono un arresto. Nella metà degli anni sessanta, il sistema di trasporto di massa divenne insufficiente, pertanto nel 1968 iniziò la costruzione della metropolitana.
Sette anni dopo, il 23 agosto 1975, entrò in servizio il primo segmento di otto stazioni, che si estendeva per 10,4 km. Questa rete metropolitana ha decorazioni più semplici della Metropolitana di Mosca o quella di San Pietroburgo.

## Eventi e numeri
Attualmente, la metropolitana di Charkiv consta di tre linee, 30 stazioni e 38,1 km di tracciato. Le linee sono costruite secondo il tipico disegno sovietico a triangolo, cioè vi sono tre linee radiali che si incrociano nel centro. Aperta dalle 5:30 del mattino fino a mezzanotte, la stazione sostiene un traffico quotidiano di passeggeri di più di 1 milione di persone.
A causa della conformità geologica del suolo su cui sorge la città, le stazioni sono situate a diversa altezza. Sei stazioni delle 28 sono in profondità, mentre le restanti sono a bassa profondità. Quella di Charkiv è stata la prima metropolitana a esibire il design ad arcata singola nelle stazioni a bassa profondità (come la stazione Schodnenskaja di Mosca).
Sono in servizio due depositi, che contengono un totale di 320 carrozze che formano 59 treni da cinque carrozze l'uno (tutte le banchine sono lunghe esattamente 100 metri).
La metropolitana di Charkiv è soggetta al Ministero dei Trasporti dell'Ucraina, e diversamente dalla Metropolitana di Kiev, non è stata privatizzata, pertanto rimane di proprietà di una società municipale. Nell'agosto 2005, il Ministero ha proposto il trasferimento della società all'amministrazione cittadina.